# Gesaffelstein

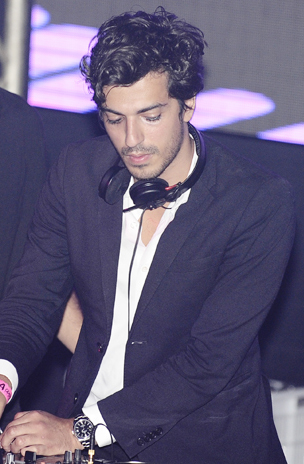
Gesaffelstein (2012)

Gesaffelstein, pseudoniem van Mike Lévy (Lyon, 1985), is een Franse techno-artiest en dj. Hij heeft samengewerkt met en enkele tracks geremixt voor artiesten als Tiga, Miss Kittin, A$AP Rocky, Kaycyy en Lana Del Rey. Ook heeft hij twee nummers geproduceerd voor Kanye Wests zesde album Yeezus. In Januari 2019 heeft Gesaffelstein ook een liedje uitgebracht met The Weeknd. Gesaffelstein heeft zijn eerste album (ALEPH) uitgebracht op 28 oktober 2013. Zijn remix 'Shockwave' van The Hacker werd gebruikt in Grand Theft Auto V.

## Uitgaven
- Vengeance Factory (2008, OD)
- Modern Walk (2008, 0D)
- The Operator (2009, ZONE)
- Variations (2010, Turbo)
- Conspiracy Parts 1 & 2 (2011, Turbo)
- Crainte & Errance (Met The Hacker, 2011, ZONE)
- Bromance 1 (Met Brodinski, 2011, Bromance)
- Conspiracy Remixes (2012, Turbo)
- Bromance 4: Rise Of Depravity (2012, Bromance)
- Aleph (2013, Parlophone)
- Maryland (2015, filmsoundtrack, Parlophone)
- Hyperion (2019, Columbia Records)

### Singles
- "Pursuit" - single (2013, EMI Music France)
- "Hate Or Glory" - single (2013)
- "Conquistador" (2015, samenwerking met Jean Michel Jarre)
- "I Was Never There" (2018, samenwerking met The Weeknd)
- "Hurt You" (2018, samenwerking met The Weeknd)
- "Blast Off" (2019, samenwerking met Pharrell Williams)

### Remixen
- 2009 - Lump (Gesaffelstein Remix) (remix van de track van F+S)
- 2009 - So Glad (Gesaffelstein Remix) (remix van de track van I Am The Cosmos)
- 2010 - Les Enfants (Gesaffelstein Remix) (remix van de track van Cassius)
- 2010 - New Disco Beat (Gesaffelstein Remix) (remix van de track van David Caretta)
- 2010 - One Hundred Realities (Gesaffelstein Remix) (remix van de track van  Chateau Marmont)
- 2010 - What's The Point? (Gesaffelstein Remix) (remix van de track van Ali Renault
- 2010 - Body Of Eyes (Gesaffelstein Violation Remix) (remix van de track van Sei A)
- 2011 - Speechless (Gesaffelstein Remix) (remix van de track van Agoria, Carl Craig & La Scalars)
- 2011 - The Day (Gesaffelstein Remix) (remix van de track van Moby)
- 2011 - Cover Your Eyes (Gesaffelstein Remix) (remix van de track van The Shoes
- 2011 - All You Need (Gesaffelstein Remix) (remix van de track van Miss Kittin)
- 2011 - Big Bad Wolf (Gesaffelstein Remix) (remix van de track van Duck Sauce)
- 2011 - Hilinner (Gesaffelstein Remix) (remix van de track van Crackboy)
- 2011 - All You Need Is Techno (Gesaffelstein Remix) (remix van de track van Arnaud Rebotini)
- 2011 - ZZafrika (Gesaffelstein Remix) (remix van de track van ZZT)
- 2012 - Shockwave (Gesaffelstein Remix) (remix van de track van The Hacker)
- 2012 - Blue Jeans (Gesaffelstein Remix) (remix van de track van Lana Del Rey)
- 2012 - The Black Brad Pitt (Gesaffelstein Remix) (remix van de track van Evil Nine & Danny Brown)
- 2012 - Aftermaths (Gesaffelstein Remix) (remix van de track van VCMG)
- 2012 - Lemonade (Gesaffelstein Remix) (remix van de track van Boys Noize & Erol Alkan)
- 2012 - Rocket Number 9 (Gesaffelstein Remix) (remix van de track van Zombie Zombie)
- 2013 - Jacques In The Box (Brodinski & Gesaffelstein Dirty Sprite Remix) (remix van de track van Laurent Garnier)
- 2013 - Goodbye (Gesaffelstein Remix) (remix van de track van Depeche Mode
- 2013 - Helix (Gesaffelstein Vision Remix) (remix van de track van Justice)
- 2013 - Verschwende Deine Jugend (Gesaffelstein Remix) (remix van de track van D.A.F.)
- 2014 - Bankrupt! (Gesaffelstein Remix) (remix van de track van Phoenix)
- 2014 - Hate Or Glory (Gesaffelstein Remix) (remix van zijn eigen track)

### Overige tracks
- 2009 - Perfect Partner (voor Space Factory: Catalogue)
- 2009 - Violation (voor Space Factory: Catalogue)
- 2013 - Calling From The Stars (Als gastartiest op de track van Miss Kittin)
- 2013 - Black Skinhead (Producer voor Kanye West, album: Yeezus)
- 2013 - Send It Up (Producer voor Kanye West, album: Yeezus)
- 2014 - In Distress (Divergent soundtrack, met A$AP Rocky)
- 2018 - I Was Never There (Producer voor The Weeknd, EP: My Dear Melancholy,)
- 2018 - Hurt You (Producer voor The Weeknd, EP: My Dear Melancholy,)
- 2023 - The Sun (Producer voor KayCyy, EP: TW2052 (heeft hele EP geproduceerd))